# Gaius Iulius Septimius Castinus
Gaius Iulius Septimius Castinus war ein im 2. und 3. Jahrhundert n. Chr. lebender Angehöriger des römischen Senatorenstandes. Durch drei Inschriften, die in Aquincum gefunden wurden, ist seine Laufbahn bekannt, die als cursus inversus, d. h. in absteigender Reihenfolge wiedergegeben ist. In anderen Inschriften wird sein Name als Gaius Iulius Castinus angegeben.
Castinus leistete zunächst seinen Militärdienst als Tribunus militum in der Legio V Macedonica, die ihr Hauptlager in Potaissa in der Provinz Dacia Porolissensis hatte und in der Legio I Adiutrix, die ihr Hauptlager in Brigetio in Pannonia superior hatte. Nach Rom zurückgekehrt, wurde er (in dieser Reihenfolge): Quaestor, Tribunus plebis und Praetor tutelaris. Im Anschluss war er (in dieser Reihenfolge): curator in Aeclanum, curator der Via Salaria, iuridicus per Apuliam Calabriam Lucaniam Bruttios und Statthalter (Proconsul) in der Provinz Creta et Cyrene.
Danach wurde er auf Weisung der drei regierenden Kaiser (ex praecepto dominorum nostrorum) zum Kommandeur (Dux) einer Kampfgruppe ernannt, die aus abgeordneten Teilen (Vexillationen) der vier Legionen gebildet wurde, die in den beiden Provinzen Germania superior und Germania inferior stationiert waren: der Legio VIII Augusta, die ihr Hauptlager in Argentorate hatte, der Legio XXII Primigenia, die ihr Hauptlager in Mogontiacum hatte, der Legio I Minervia, die ihr Hauptlager in Bonna hatte und der Legio XXX Ulpia, die ihr Hauptlager in Vetera hatte. Mit diesem Verband sollte er gegen Abtrünnige und Aufständische vorgehen (adversus defectores et rebelles), die in den Inschriften aber nicht näher bezeichnet werden.
Nachdem er diesen Auftrag erledigt hatte, wurde er Kommandeur (Legatus legionis) der Legio I Minervia; er ist als Legionskommandeur durch eine weitere Inschrift belegt. Im Anschluss war er Statthalter (Legatus Augusti pro praetore) in der Provinz Pannonia inferior, wo er durch zwei weitere Inschriften nachgewiesen ist. Da er in den Inschriften mit seiner Laufbahn bereits als consul designatus bezeichnet wird, dürfte er kurz nach der Statthalterschaft Suffektkonsul geworden sein. Nach seinem Konsulat wurde Castinus Statthalter der Provinz Tres Daciae; er ist als Statthalter in dieser Provinz durch mehrere Inschriften belegt.
Castinus hatte vermutlich nahe Beziehungen zur Dynastie der Severer, wofür auch sein Cognomen Septimius spricht und stand in der Gunst von Caracalla (211–217). Nach der Ermordung Caracallas wurde er durch den neuen Kaiser Macrinus (217–218) als Statthalter abberufen, da laut Cassius Dio (LXXIX, 13, 2) Macrinus dem Castinus wegen seiner Nähe zu Caracalla nicht vertraute. Laut Cassius Dio (LXXX, 4, 3–4) ließ Elagabal (218–222) Castinus hinrichten.

## Defectores et Rebelles
Laut Ernst Hohl wurden für die nicht genannten Abtrünnigen die beiden Gegner des Septimius Severus (193–211) am Anfang seiner Regierungszeit in Betracht gezogen: entweder Pescennius Niger um 194 oder Clodius Albinus zwischen 195 und 197. Möglicherweise kommen aber auch sonstige, nicht näher bekannte Aufstände während der Regierungszeit von Severus in Betracht.
Marcus Reuter nimmt an, dass Castinus um 205/208 Kommandeur der Legionsvexillationen war. Bei den Aufständischen handelt es sich möglicherweise um ehemalige Anhänger des Clodius Albinus in Gallien oder um Unruhestifter, die um 206/208 in Gallien und Spanien ihr Unwesen trieben.

## Datierung
Die Inschrift, die ihn als Kommandeur der Legio I Minervia belegt, wird bei der EDCS auf 205/208 datiert. Ernst Hohl hält aufgrund der Konsulatsdatierung das Jahr 202 für am besten passend, da in diesem Jahr Septimius Severus und Caracalla ordentliche Konsuln waren; es würden jedoch auch die Jahre 205 oder 208 in Betracht kommen, in denen Caracalla und Geta ordentliche Konsuln waren. Marcus Reuter nimmt an, dass Castinus spätestens 208 Legionskommandeur war.
Die Inschriften mit seiner Laufbahn wurden während seiner Statthalterschaft in Pannonia inferior errichtet; diese Inschriften werden bei der EDCS auf 208/211 datiert. Ernst Hohl nimmt an, dass Castinus um das Jahr 210 Statthalter in Pannonia inferior war.
Die Inschriften, die ihn als Statthalter der Provinz Tres Daciae belegen, werden bei der EDCS auf 215/217 datiert.